# Odyseja (Kazandzakis)
Odyseja – epos bohaterski greckiego pisarza poety i dramaturga Nikosa Kazandzakisa, będący nawiązaniem do Odysei Homera i jej dalszym ciągiem. Poemat jest dziełem bardzo obszernym, o wiele dłuższym od swojego antycznego pierwowzoru. Liczy 33 333 wersy. Kazandzakis napisał epos współczesnym odpowiednikiem starożytnego heksametru daktylicznego, jambicznym piętnastozgłoskowcem, użytym wcześniej w wielu dziełach epickich literatury nowogreckiej. Ambicją poety było danie Grekom nowoczesnego eposu na miarę arcydzieł Homera. Utwór stanowi zarazem sumę doświadczeń i przemyśleń autora, jak również zestawienie świata homeryckiego i zjawisk, które zaistniały w kulturze powszechnej później. W warstwie fabularnej poemat przedstawia podróż Odyseusza do Afryki i dalej, w kierunku bieguna południowego, porwanie przez niego Heleny i założenie idealnego państwa. W czasie wędrówki bohater spotykał Wielkich Nauczycieli Ludzkości. Pisany i poprawiany przez wiele lat poemat został wydany w 1938.